# Hachimiya Ahamada
Hachimiya Ahamada (Dunkerque, Francia, 1976) es una directora de cine francesa de ascendencia comorense, conocida por sus filmes acerca de la diáspora de las Comoras.

## Biografía
Nació en Dunkerque en 1976, de padres comorenses. Durante su adolescencia realizó cortometrajes y más tarde estudió dirección de cine en INSAS en la ciudad de Bruselas, graduándose en el 2004. Su cortometraje La Résidence Ylang Ylang (2008) fue grabado en las Islas Comoras, y en lengua comorense. La película era proyectada en más de 35 festivales internacionales, incluyendo la Semana de Críticos Internacional en el Festival de cine de Cannes en el 2008. Ganó premios en el Festival Internacional de Cine Quintessence de Ouidah en 2009, así como en el Festival Francófono del 2009 en Vaulx-en-Velin, y en el Festival de Cine Africano, Asiático y Latinoamericano de Milán.
Actualmente Ahamada está trabajando en un proyecto de largometraje llamado Maïssane ou le Cantique des astres.

## Filmografía
- Feu leur rêve [Cenizas de Sueños], 2004. Cortometraje documental.
- La résidence ylang ylang [La Residencia Ylang Ylang], 2008. Cortometraje.
- Ivresse d'une Oasis [Ebriedad de un Oasis], 2011. Documental.